# Brani musicali al numero uno in Finlandia (2013)
Questa è la lista dei brani musicali al numero uno in Finlandia nel 2013 secondo la Suomen virallinen lista. L'elenco a sinistra (Suomen virallinen singlelista, "Classifica finlandese ufficiale dei singoli") rappresenta l'elenco dei singoli più venduti sia fisicamente sia online mentre quella a sinistra (Suomen virallinen latauslista, "Classifica finlandese ufficiale del download") rappresenta la classifica dei singoli venduti solamente online.

## Classifica
| Suomen virallinen singlelista | Suomen virallinen singlelista | Suomen virallinen singlelista        | Suomen virallinen singlelista |  | Suomen virallinen latauslista | Suomen virallinen latauslista      | Suomen virallinen latauslista        | Suomen virallinen latauslista |
| Settimana                     | Canzone                       | Artista/i                            | Nota                          |  | Settimana                     | Canzone                            | Artista/i                            | Nota                          |
| ----------------------------- | ----------------------------- | ------------------------------------ | ----------------------------- |  | ----------------------------- | ---------------------------------- | ------------------------------------ | ----------------------------- |
| Settimana 1 (1º gennaio)      | Scream & Shout                | will.i.am (feat. Britney Spears)     | [ 1 ]                         |  | Settimana 1                   | Mitä tänne jää                     | Erin                                 | [ 2 ]                         |
| Settimana 2 (8 gennaio)       | Scream & Shout                | will.i.am (feat. Britney Spears)     | [ 3 ]                         |  | Settimana 2                   | Mennyt mies                        | J. Karjalainen                       | [ 4 ]                         |
| Settimana 3 (15 gennaio)      | Scream & Shout                | will.i.am (feat. Britney Spears)     | [ 5 ]                         |  | Settimana 3                   | Mennyt mies                        | J. Karjalainen                       | [ 6 ]                         |
| Settimana 4 (22 gennaio)      | Scream & Shout                | will.i.am (feat. Britney Spears)     | [ 7 ]                         |  | Settimana 4                   | Mennyt mies                        | J. Karjalainen                       | [ 8 ]                         |
| Settimana 5 (29 gennaio)      | Scream & Shout                | will.i.am (feat. Britney Spears)     | [ 9 ]                         |  | Settimana 5                   | Mennyt mies                        | J. Karjalainen                       | [ 10 ]                        |
| Settimana 6 (5 febbraio)      | Thrift Shop                   | Macklemore e Ryan Lewis (feat. Wanz) | [ 11 ]                        |  | Settimana 6                   | Mennyt mies                        | J. Karjalainen                       | [ 12 ]                        |
| Settimana 7 (12 febbraio)     | Thrift Shop                   | Macklemore e Ryan Lewis (feat. Wanz) | [ 13 ]                        |  | Settimana 7                   | Mennyt mies                        | J. Karjalainen                       | [ 14 ]                        |
| Settimana 8 (19 febbraio)     | Thrift Shop                   | Macklemore e Ryan Lewis (feat. Wanz) | [ 15 ]                        |  | Settimana 8                   | One Way or Another (Teenage Kicks) | One Direction                        | [ 16 ]                        |
| Settimana 9 (26 febbraio)     | Thrift Shop                   | Macklemore e Ryan Lewis (feat. Wanz) | [ 17 ]                        |  | Settimana 9                   | Mennyt mies Vapaus käteen jää      | J. Karjalainen Haloo Helsinki!       | [ 18 ]                        |
| Settimana 10 (5 marzo)        | Thrift Shop                   | Macklemore e Ryan Lewis (feat. Wanz) | [ 19 ]                        |  | Settimana 10                  | Mennyt mies                        | J. Karjalainen                       | [ 20 ]                        |
| Settimana 11 (12 marzo)       | Thrift Shop                   | Macklemore e Ryan Lewis (feat. Wanz) | [ 21 ]                        |  | Settimana 11                  | Thrift Shop                        | Macklemore e Ryan Lewis (feat. Wanz) | [ 22 ]                        |
| Settimana 12 (19 marzo)       | Thrift Shop                   | Macklemore e Ryan Lewis (feat. Wanz) | [ 23 ]                        |  | Settimana 12                  | Mennyt mies                        | J. Karjalainen                       | [ 24 ]                        |
| Settimana 13 (26 marzo)       | Let Her Go                    | Passenger                            | [ 25 ]                        |  | Settimana 13                  | She Makes Me Go                    | Arash (feat. Sean Paul)              | [ 26 ]                        |
| Settimana 14 (2 aprile)       | Thrift Shop                   | Macklemore e Ryan Lewis (feat. Wanz) | [ 27 ]                        |  | Settimana 14                  | Vapaus käteen jää                  | Haloo Helsinki!                      | [ 28 ]                        |
| Settimana 15 (9 aprile)       | Let Her Go                    | Passenger                            | [ 29 ]                        |  | Settimana 15                  | Vapaus käteen jää                  | Haloo Helsinki!                      | [ 30 ]                        |
| Settimana 16 (16 aprile)      | Let Her Go                    | Passenger                            | [ 31 ]                        |  | Settimana 16                  | Back Beat                          | The Winyls                           | [ 32 ]                        |
| Settimana 17 (23 aprile)      | Let Her Go                    | Passenger                            | [ 33 ]                        |  | Settimana 17                  | Get Lucky                          | Daft Punk (feat. Pharrell Williams)  | [ 34 ]                        |
| Settimana 18 (30 aprile)      | New Way Home                  | Isac Elliot                          | [ 35 ]                        |  | Settimana 18                  | Gentleman                          | Psy                                  | [ 36 ]                        |
| Settimana 19 (7 maggio)       | New Way Home                  | Isac Elliot                          | [ 37 ]                        |  | Settimana 19                  | Levikset repee                     | Sini Sabotage (feat. Villegalle)     | [ 38 ]                        |
| Settimana 20 (14 maggio)      | Levikset repee                | Sini Sabotage (feat. Villegalle)     | [ 39 ]                        |  | Settimana 20                  | Back Beat                          | The Winyls                           | [ 40 ]                        |
| Settimana 21 (21 maggio)      | Levikset repee                | Sini Sabotage (feat. Villegalle)     | [ 41 ]                        |  | Settimana 21                  | Only Teardrops                     | Emmelie de Forest                    | [ 42 ]                        |
| Settimana 22 (28 maggio)      | Levikset repee                | Sini Sabotage (feat. Villegalle)     | [ 43 ]                        |  | Settimana 22                  | Levikset repee                     | Sini Sabotage (feat. Villegalle)     | [ 44 ]                        |
| Settimana 23 (4 giugno)       | Levikset repee                | Sini Sabotage (feat. Villegalle)     | [ 45 ]                        |  | Settimana 23                  | Jossu                              | Cheek (feat. Jukka Poika)            | [ 46 ]                        |
| Settimana 24 (11 giugno)      | Jossu                         | Cheek (feat. Jukka Poika)            | [ 47 ]                        |  | Settimana 24                  | Jossu                              | Cheek (feat. Jukka Poika)            | [ 48 ]                        |
| Settimana 25 (18 giugno)      | Jossu                         | Cheek (feat. Jukka Poika)            | [ 49 ]                        |  | Settimana 25                  | Jossu                              | Cheek (feat. Jukka Poika)            | [ 50 ]                        |
| Settimana 26 (25 giugno)      | Sirkuskoira                   | Mikko Sipola                         | [ 51 ]                        |  | Settimana 26                  | Levikset repee                     | Sini Sabotage (feat. Villegalle)     | [ 52 ]                        |
| Settimana 27 (2 luglio)       | Jossu                         | Cheek (feat. Jukka Poika)            | [ 53 ]                        |  | Settimana 27                  | Wake Me Up                         | Avicii                               | [ 54 ]                        |
| Settimana 28 (9 luglio)       | Wake Me Up                    | Avicii                               | [ 55 ]                        |  | Settimana 28                  | Wake Me Up                         | Avicii                               | [ 56 ]                        |
| Settimana 29 (16 luglio)      | Wake Me Up                    | Avicii                               | [ 57 ]                        |  | Settimana 29                  | Wake Me Up                         | Avicii                               | [ 58 ]                        |
| Settimana 30 (23 luglio)      | Wake Me Up                    | Avicii                               | [ 59 ]                        |  | Settimana 30                  | Wake Me Up                         | Avicii                               | [ 60 ]                        |
| Settimana 31 (30 luglio)      | Wake Me Up                    | Avicii                               | [ 61 ]                        |  | Settimana 31                  | Wake Me Up                         | Avicii                               | [ 62 ]                        |
| Settimana 32 (6 agosto)       | Wake Me Up                    | Avicii                               | [ 63 ]                        |  | Settimana 32                  | Wake Me Up                         | Avicii                               | [ 64 ]                        |
| Settimana 33 (13 agosto)      | Timantit on ikuisia           | Cheek                                | [ 65 ]                        |  | Settimana 33                  | Timantit on ikuisia                | Cheek                                | [ 66 ]                        |
| Settimana 34 (20 agosto)      | Timantit on ikuisia           | Cheek                                | [ 67 ]                        |  | Settimana 34                  | Timantit on ikuisia                | Cheek                                | [ 68 ]                        |
| Settimana 35 (27 agosto)      | Timantit on ikuisia           | Cheek                                | [ 69 ]                        |  | Settimana 35                  | Timantit on ikuisia                | Cheek                                | [ 70 ]                        |
| Settimana 36 (3 settembre)    | Timantit on ikuisia           | Cheek                                | [ 71 ]                        |  | Settimana 36                  | Timantit on ikuisia                | Cheek                                | [ 72 ]                        |
| Settimana 37 (10 settembre)   | Timantit on ikuisia           | Cheek                                | [ 73 ]                        |  | Settimana 37                  | Timantit on ikuisia                | Cheek                                | [ 74 ]                        |
| Settimana 38 (17 settembre)   | Salil Eka Salil Vika          | Musta Barbaari                       | [ 75 ]                        |  | Settimana 38                  | Timantit on ikuisia                | Cheek                                | [ 76 ]                        |
| Settimana 39 (24 settembre)   | Timantit on ikuisia           | Cheek                                | [ 77 ]                        |  | Settimana 39                  | Timantit on ikuisia                | Cheek                                | [ 78 ]                        |
| Settimana 40 (1º ottobre)     | Timantit on ikuisia           | Cheek                                | [ 79 ]                        |  | Settimana 40                  | Timantit on ikuisia                | Cheek                                | [ 80 ]                        |
| Settimana 41 (8 ottobre)      | Timantit on ikuisia           | Cheek                                | [ 81 ]                        |  | Settimana 41                  | Heartbreaker                       | Justin Bieber                        | [ 82 ]                        |
| Settimana 42 (15 ottobre)     | Timantit on ikuisia           | Cheek                                | [ 83 ]                        |  | Settimana 42                  | All That Matters                   | Justin Bieber                        | [ 84 ]                        |
| Settimana 43 (22 ottobre)     | Erilaiset                     | Robin                                | [ 85 ]                        |  | Settimana 43                  | Hold Tight                         | Justin Bieber                        | [ 86 ]                        |
| Settimana 44 (29 ottobre)     | Hey Brother                   | Avicii                               | [ 87 ]                        |  | Settimana 44                  | Story of My Life                   | One Direction                        | [ 88 ]                        |
| Settimana 45 (5 novembre)     | Hey Brother                   | Avicii                               | [ 89 ]                        |  | Settimana 45                  | The Monster                        | Eminem (feat. Rihanna)               | [ 90 ]                        |
| Settimana 46 (12 novembre)    | The Monster                   | Eminem (feat. Rihanna)               | [ 91 ]                        |  | Settimana 46                  | Hey Brother                        | Avicii                               | [ 92 ]                        |
| Settimana 47 (19 novembre)    | The Monster                   | Eminem (feat. Rihanna)               | [ 93 ]                        |  | Settimana 47                  | Diana                              | One Direction                        | [ 94 ]                        |
| Settimana 48 (26 novembre)    | The Monster                   | Eminem (feat. Rihanna)               | [ 95 ]                        |  | Settimana 48                  | Strong                             | One Direction                        | [ 96 ]                        |
| Settimana 49 (3 dicembre)     | The Monster                   | Eminem (feat. Rihanna)               | [ 97 ]                        |  | Settimana 49                  | Kylmästä lämpimään                 | Anna Abreu                           | [ 98 ]                        |
| Settimana 50 (10 dicembre)    | The Monster                   | Eminem (feat. Rihanna)               | [ 99 ]                        |  | Settimana 50                  | Kylmästä lämpimään                 | Anna Abreu                           | [ 100 ]                       |
| Settimana 51 (17 dicembre)    | The Monster                   | Eminem (feat. Rihanna)               | [ 101 ]                       |  | Settimana 51                  | Kylmästä lämpimään                 | Anna Abreu                           | [ 102 ]                       |
| Settimana 52 (24 dicembre)    | The Monster                   | Eminem (feat. Rihanna)               | [ 103 ]                       |  | Settimana 52                  | Hey Brother                        | Avicii                               | [ 104 ]                       |